# Новиков, Сергей Владимирович (геолог)
Сергей Владимирович Новиков (15 июля 1904 — 27 апреля 1944) — советский геолог, участник изучения и освоения Оротуканского золотоносного района.
Окончил в 1929 году геологическое отделение Государственного дальневосточного университета. В 1930—1931 годах работал во Второй Колымской экспедиции под руководством В. А. Цареградского. В 1936—1937 годах возглавлял Омолонскую экспедицию.
В 1938 году был арестован вместе с женой, геологом Фаиной Рабинович, по обвинению во вредительстве; содержался в Магаданской тюрьме. В 1939 году был освобождён в ходе пересмотра некоторых дел в рамках «бериевской оттепели» и получил возможность вместе с женой уехать в Ленинград. В Ленинграде супруги были приняты на работу во Всесоюзный научно-исследовательский геологический институт.
В годы Второй мировой войны ушел добровольцем на фронт. Погиб в 1944 году при освобождении Молдавии. Награждён медалью «За оборону Ленинграда».
В 2018 году горе высотой 1 028,4 метров, на северо-востоке Колымского нагорья в Ягоднинском районе Магаданской области, было присвоено имя Новикова.